# Ferskvandstangloppe (Gammarus pulex)
Ferskvandtangloppen, Gammarus pulex, er et lille krebsdyr, der tilhører ordenen tanglopper.
Den bliver 15 til 30 mm – hannen størst, og lever i søer og åer, gerne i områder med hårdt vand, hvor den gemmer sig blandt planter og sten. Den lever af planterester, kaldet detritus eller førne. Hannen svømmer ofte rundt med hunnen, indtil hun skifter skal, da parringen kun kan ske i kort tid herefter.
Den mexikanske ferskvandstangloppe (Hyallella azteca) er populær i Danmark som foderdyr i akvarier.
| Dyr | Spire Denne artikel om dyr er en spire som bør udbygges. Du er velkommen til at hjælpe Wikipedia ved at udvide den. |